# LUVOIR
LUVOIR는 고더드 우주 비행 센터와 AADS가 2016년 1월부터 디자인을 시작한 우주망원경이다.
목적은 외계행성을 직접 사진을 촬영하여 생명체 거주 가능 지역에 있는 행성을 찾아내는 역할을 수행하는 것이 주 임무이며, 부수적인 임무로는 천체물리학의 가설들을 증명하고, 우주가 재전리 된 타임라인을 연구하며, 행성계의 형성을 연구하는 것이다.
현재 8m의 주경과 18m의 주경을 장착하는 설계도가 복수로 설계되고 있으며, 적외선, 가시광선, 자외선을 관측가능하다. 2020년 이후로 개발에 착수할 것으로 전해졌으며, 현재 플래그쉽 프로그램의 소속이다.
여기서 연구팀은 2개의 우주망원경을 설계했는데, 각각 ATLAST와 HDST다. ATLAST는 지름 8m의 큰 거울을 사용한 우주망원경이고, HDST는 지름 15m의 큰 거울을 사용한 우주망원경이다. 이 둘을 가르는 건 주경의 크기이며, 각각 발사비용 절하와 분해능, 집광력이 더 좋다는 장점을 가지고 있으나, 단점은 그 반대이다.

## 역사와 제작 배경
2016년 NASA는 플래그쉽 프로그램으로 HabEx, LUVOIR, 링크스 엑스선 천문대, OST를 최종후보로 택했다. 2019년, 세부사항이 모두 결의되었으며, 현재 이 우주망원경을 만드는 천체물리학자들의 의견을 반영하면 라그랑주 점 2에 위치할 것이다. 특이사항으로 각 설계도에 따라 로켓이 다른데, ATHLAST는 SLS로 발사하지만, HDST는 뉴 글렌으로 발사한다.

## 장비
반사경:8m~18m의 크기의 반사경으로, 주반사경이다.
코로나그래프:항성 빛을 차단하여 항성 주변에 있는 외계행성을 탐사할 예정이다.
차광막:적외선과 자외선을 관측하기 때문에, 차광이 매우 중요하다. 거의 절대영도로 탐사선을 가동할 예정이며, 각 차광판은 로켓안에서 접혀있다가 페이로드가 우주에 도달하면 개막할 것이다.
카메라:부경이 다시 반사한 빛을 찍는 것이 목적이다.
전력공급장치:우주망원경에 전력을 배분해서 공급하는 것이 목적이다.
주경 덮개:주경을 보호할 때 쓴다. 거의 사용할 일은 없다.
트랜스폰더:송신 장치로, 탐사선이 찍은 사진을 송신하는 것이 목적이다.
반작용 휠:망원경의 자세를 조정할 때 사용할 예정이다.

## 발사
발사는 케네디 우주 센터에서 2035년 델타 IV 헤비로 할 예정이다.

## 지원, 개발, 투자
- NASA
- GSFC
- KSC
- AADS

## 같이 보기
- HDST
- ATLAST